# Плауновиден бронец
Плауновидният бронец (Selaginella selaginoides) е нецъфтящо растение от род Selaginella с широко разпространение в Северното полукълбо. На външен вид прилича на мъх, но е васкуларно растение, принадлежащо към раздел Плауновидни. Това растение има един близък роднина, Selaginella deflexa, местен за Хаваите.

## Описание
Това е малко, деликатно, нискорастящо растение. Неговите многогодишни стъбла са къси, тънки и неравномерно разклонени, достигащи до 15 см дължина. Те пълзят по земята, но обикновено се обръщат нагоре близо до върха. Имат малки, заострени, триъгълни листа около 1 – 2 mm дълги.:с. 7
Растението произвежда и едногодишни плодородни издънки. Те са по-здрави от стерилните стъбла и стоят изправени. Обикновено имат 3 – 6 cm височина и 4 – 6 mm диаметър, който може да достигне до 10 cm, когато условията са благоприятни. Листата им са малко по-дълги от тези на стерилните стъбла и са спираловидно разположени около стъблото, насочени нагоре.
Плодородните издънки имат здрави, жълтеникави шишарки, които са леко разграничени от клона. Шишарките обикновено носят два вида спорангии: мегаспорангии с дялове в долната част на конуса, които произвеждат мегаспори, и прости микроспорангии в горната част, които произвеждат много малки микроспори.

## Разпространение и местообитание
Видът има почти циркумполярно разпространение в Северното полукълбо, включително северните части на Европа, Азия и Северна Америка, както и Гренландия, Исландия и Фарьорските острови. В Европа се среща на юг до Пиренеите, Апенините и Кавказ. В Азия достига до Япония, докато в Северна Америка се среща на юг до Невада, Уисконсин, Мичиган и Мейн в САЩ.
Среща се във влажни места с неутрални до алкални почви, най-често в планински райони. Обитава блата, бреговете на потоци и езера, влажни скали и издатини, пасища и дюни. Не расте в райони с висока, гъста растителност. В Северна Америка расте главно на надморска височина между 600 и 2900 m, понякога достига до 3800 m. Във Великобритания има данни, че се среща на надморска височина до 1170 m.
Видът не се счита за световно застрашен, но е намалял в някои райони поради отводняване и унищожаване на местообитанията. Във Великобритания и Ирландия той е изчезнал предимно от равнинните райони до 1930 г. и има някои доказателства за свиване на ареала и в планините.